# Genypterus
Genypterus is een geslacht van straalvinnige vissen uit de familie van naaldvissen (Ophidiidae). Het geslacht is voor het eerst wetenschappelijk beschreven in 1857 door Philippi.

## Soorten
- Genypterus blacodes (Forster, 1801) (Roze koningsklip)
- Genypterus brasiliensis Regan, 1903
- Genypterus capensis (Smith, 1847) (Kaapse koningklip)
- Genypterus chilensis (Guichenot, 1848) (Chileense koningsklip)
- Genypterus maculatus (Kaup, 1858) (Zwarte koningsklip)
- Genypterus tigerinus Klunzinger, 1872